# Makoto Raiku
Makoto Raiku (雷句 誠, Raiku Makoto; Gifu, 23 d'agost de 1974) és un mangaka japonès.
Va ser assistent de Kazuhiro Fujita, col·laborant a Ushio to Tora, on aparegué en algunes historietes de comèdia de l'autor. Mentre encara era a la secundària, va iniciar la seva carrera a la indústria del manga el 1991 amb Bird Man al Manga Garage. Després, de 1999 al 2000, va dibuixar Newtown Heroes per a la revista Shōnen Sunday Chō. La seva obra més famosa és Konjiki no Gash Bell!!, publicada entre 2001 i 2007 a la revista Weekly Shōnen Sunday, de l'editorial Shogakukan, que va guanyar el 48è Shogakukan Manga Award el 2003.
Finalitzat Gash Bell el desembre de 2007, Raiku va anunciar el 21 de maig següent que abandonava Shogakukan. Immediatament rebé diverses ofertes d'editorials i revistes. Poc després, va demandar a Shogakukan, perquè un cop va abandonar la companyia i li van ser retornats els seus manga originals, li notificaren que cinc il·lustracions a color s'havien perdut. Va resoldre, finalment, el plet, a través d'un acord, per 2,5 milions de iens i una disculpa per part de l'editorial, per bé que l'autor no va aconseguir un reconeixement de la vàlua artística que representaven les seves il·lustracions.
Durant la seva carrera, ha col·laborat també en les il·lustracions de l'ending de l'anime de Shingeki no Kyojin. Feu aparició, d'altra banda, en la pel·lícula sobre Gash Bell, Konjiki no Gash Bell!! 101 Banme no Mamodo, on dobla a un professor d'art.

## Obres
- Bird Man (1991)
- Newtown Heroes (1999-2000)
- Konjiki no Gash Bell!! (2001-2007)
- Konjiki no Gash Bell!! (2003-2006, TV)
- Konjiki no Gash Bell!! 101 Banme no Mamodo (2004, film)
- Konjiki no Gash Bell!! Mecabarukan no raishū (2005, film)
- Dōbutsu no Kuni (2009~)